# Wallenstein (gruppo musicale)
I Wallenstein sono stati un gruppo musicale tedesco, attivi dal 1971 al 1982.

## Storia
Il complesso si è formato a Mönchengladbach. Inizialmente la band era conosciuta come Blitzkrieg. L'etichetta discografica, in seguito, ha imposto ai musicisti di cambiare nome. I Wallenstein si sono appellati così in onore all'omonimo militare boemo.
Tra i volti più importanti dello space rock germanico, Mother Universe è considerato, dalla critica e dai fan, come il lavoro più rappresentativo del gruppo krautrock.

## Formazione
- Jürgen Dollase - voce, tastiere

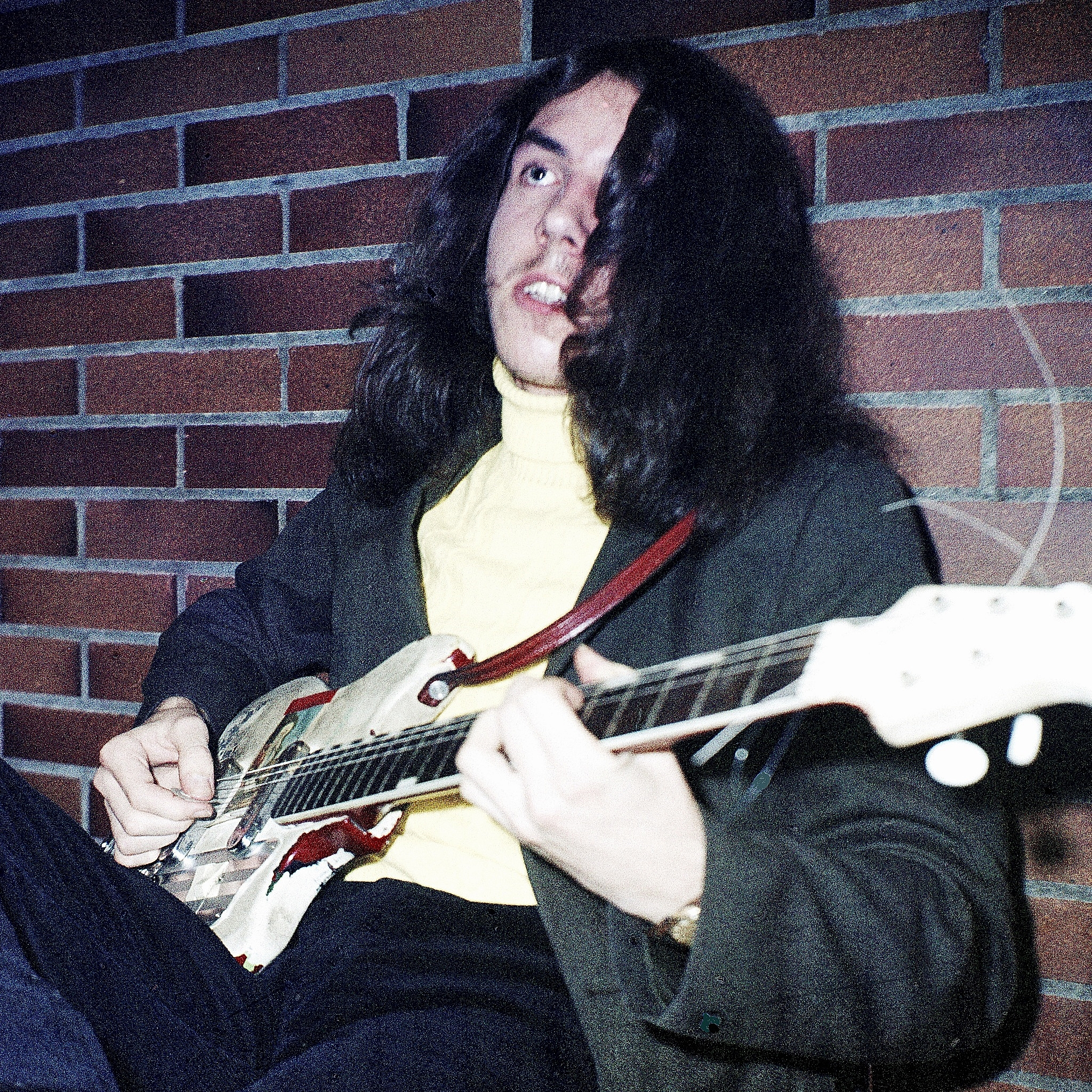
Wolfgang Steinicke, membro fondatore della band (1970)

- Bill Barone, Wolfgang Steinicke - chitarra elettrica, cori
- Harald Grosskopf - batteria, cori
- Jerry Berkers - basso elettrico, cori

## Discografia
- 1971 - Blitzkrieg
- 1972 - Mother Universe
- 1973 - Cosmic Century
- 1975 - Stories, Songs & Symphonies
- 1977 - No More Love
- 1978 - Charline
- 1979 - Blue Eyed Boys
- 1980 - Fräuleins
- 1981 - SSSSS…TOP